# Minnamurra River
Minnamurra River är ett vattendrag i Australien. Det ligger i delstaten New South Wales, i den sydöstra delen av landet, omkring 92 kilometer söder om delstatshuvudstaden Sydney. Arean är 1,9 kvadratkilometer.
Genomsnittlig årsnederbörd är 1 352 millimeter. Den regnigaste månaden är februari, med i genomsnitt 211 mm nederbörd, och den torraste är juli, med 36 mm nederbörd.